# Дятловщина (Гомельская область)
Дятловщина (бел. Дзятлаўшчына) — посёлок в Озеранском сельсовете Рогачёвского района Гомельской области Беларуси.

## География

### Расположение
В 34 км на северо-запад от районного центра и железнодорожной станции Рогачёв (на линии Могилёв — Жлобин), 155 км от Гомеля.

## Транспортная сеть
Транспортные связи по просёлочной дороге, затем по шоссе Могилёв — Гомель. Планировка состоит из короткой прямолинейной улицы, близкой к широтной ориентации. Застройка деревянная, усадебного типа.

## История
Основан в начале 1920-х годов переселенцами из соседних деревень, преимущественно из деревень Великая Крушиновка и Великое Лядо, на бывших помещичьих землях. В 1931 году жители вступили в колхоз. Во время Великой Отечественной войны каратели в 1944 году сожгли 22 двора, убили 19 жителей. 12 жителей погибли на фронте. В составе колхоза «XVII партсъезд» (центр — деревня Великая Крушиновка).

## Население

### Численность
- 2004 год — 22 хозяйства, 47 жителей.

### Динамика
- 1940 год — 32 двора, 136 жителей.
- 2004 год — 22 хозяйства, 47 жителей.